# 柯尼希斯巴赫-施泰因
柯尼希斯巴赫-施泰因是德国巴登-符腾堡州的一个市镇。总面积33.72平方公里，总人口9753人，其中男性4787人，女性4966人（2011年12月31日），人口密度289人/平方公里。